# 西濃鉄道DD102形ディーゼル機関車
西濃鉄道DD102形ディーゼル機関車（せいのうてつどうDD102がたディーゼルきかんしゃ）は、かつて西濃鉄道市橋線・昼飯線で使用されていたディーゼル機関車である。

## 概要
元々は日本軽金属蒲原工場で運用されていた、1954年（昭和29年）三菱重工業製のセンターキャブのディーゼル機関車である。同型機に常総筑波鉄道DD501がある。機関は225PS/1400rpmを2基。動力伝達方式は、機械式（ロッド）である。
西濃鉄道が無煙化のために、1966年（昭和41年）に購入。それに伴い蒸気機関車2100形（2109）が廃車となっている。
西濃鉄道では故障が多く、あまり多くは運用されなかったという。
1972年（昭和47年）DD40形 403の導入により廃車となる。

## 主要諸元
- 全長：10,850mm
- 全幅：2,740mm
- 全高：3,881mm
- 自重：38.0t
- 機関：三菱DE25L形ディーゼル機関（225PS/1400rpm）2基
- 軸配置：B-B
- 動力伝達方式：機械式（ロッド）